# Dary (przystanek kolejowy)
Dary (biał. Дары; ros. Дары) – przystanek kolejowy pomiędzy miejscowościami Szczeżar 1 a Padbielle, w rejonie mohylewskim, w obwodzie mohylewskim, na Białorusi. Leży na linii Osipowicze – Mohylew – Krzyczew.
Nazwa pochodzi od pobliskiej wsi Dary.